# Tucheng (köpinghuvudort i Kina, Hubei Sheng, lat 32,26, long 110,69)
Tucheng (kinesiska: 土城, 土城镇) är en köpinghuvudort i Kina. Den ligger i provinsen Hubei, i den centrala delen av landet, omkring 390 kilometer nordväst om provinshuvudstaden Wuhan. Antalet invånare är 16 404. Befolkningen består av 7 479 kvinnor och 8 925 män. Barn under 15 år utgör 12,0 %, vuxna 15-64 år 73 %, och äldre över 65 år 14,0 %.
Runt Tucheng är det ganska tätbefolkat, med 86 invånare per kvadratkilometer. Det finns inga andra samhällen i närheten. I omgivningarna runt Tucheng växer i huvudsak blandskog.
Genomsnittlig årsnederbörd är 1 045 millimeter. Den regnigaste månaden är augusti, med i genomsnitt 198 mm nederbörd, och den torraste är december, med 8 mm nederbörd.